# Bubble
Bubble és una pel·lícula estatunidenca dirigida per Steven Soderbergh. La pel·lícula ha estat rodada amb només 1,6 milions de dòlars i pers actors no professionals. Bubble és la primera d'una sèrie de sis pel·lícules que Soderbergh té intenció de rodar de la mateixa manera.

## Argument
Als Estats Units, en una ciutat del Middle West, Martha i el jove Kyle treballen en una fàbrica de nines. Malgrat la diferència d'edat, mantenen una bona amistat. Però aquesta petita vida tranquil·la és pertorbada per l'arribada d'una nova empleada, Rosa, que ràpidament fa amistat amb Kyle. Un matí, es troba a Rosa escanyada...

## Repartiment
- Debbie Doebereiner: Martha
- Omar Cowan: el pare de Martha
- Dustin James Ashley: Kyle
- Phyllis Workman: Bakery Shopkeeper
- Laurie Lee: la mare de Kyle
- Daniel R. Christian: el supervisor a la fàbrica
- Misty Wilkins: Rose
- Madison Wilkins: Jesse
- K. Smith: Jake
- Decker Moody: Inspector Don Taylor
- Thomas R. Davis: Sergent Davis
- Ross Clegg: un expert de la Policia Científica
- Scott Smeeks: Oficial Smeeks
- M. Stephen Deem: el propietari de Pawn Shop
- Leonora K. Hornbeck: Tackle Shopkeeper
- Katherine Beaumier: la perruquera
- Joyce Brookhart: la neboda de Martha

## Al voltant de la pel·lícula
- Tots els actors de la pel·lícula són no-professionals. Per exemple, Debbie Doebereiner, qui interpreta Martha és directora general d'un restaurant KFC; Dustin Ashley, que interpreta a Kyle, és estudiant en informàtica.
- Les verdaderes cases dels actors han servit de decorats durant el rodatge a la seva ciutat de Parkersburg.
- Bubble es distingeix igualment per la seva explotació particular. En efecte, és la primera pel·lícula als Estats Units que va ser distribuït de manera simultània a les sales de cinema, en DVD i en vídeo a la carta. Alguns hi han vist un senzill "cop de màrketing", altres hi han vist el començament d'una nova evolució de la indústria cinematogràfica. Soderbergh precisa tanmateix que aquest mètode era sobretot destinat a lluitar contra la pirateria de la pel·lícula.
- El director de fotografia Peter Andrews i la muntadora Mary Ann Bernard no són altres que el mateix Steven Soderbergh, que sovint fa servir aquests pseudònims.
- La pel·lícula es va presentar el 3 de setembre de 2005 al Festival Internacional de Cinema de Venècia, l'11 de setembre de 2005 al Festival Internacional de Cinema de Toronto, el 25 de setembre de 2005 al de Nova York.
- L'estrena va tenir lloc el 12 de gener de 2006 a Parkersburg, la ciutat on la pel·lícula va ser rodada.
- El 2007, Steven Soderbergh és nominat al Film Independent's Spirit Awards en la categoria millor director.
- La partitura de la pel·lícula va ser composta per Robert Pollard, natural d'Ohio.[2]